# Sasima aruana
Sasima aruana är en insektsart som först beskrevs av Kirby, W.F. 1899.  Sasima aruana ingår i släktet Sasima och familjen vårtbitare. Inga underarter finns listade i Catalogue of Life.